# Adel Imam
Adel Imam (en árabe عادل إمام)‎ (17 de mayo de 1940), según otras fuentes 17 de diciembre de 1946) es un famoso actor egipcio. 
Adel Imam ha participado en más de cien filmes, sobre todo comedias, y es uno de los actores más populares en el mundo árabe. En 2005 participó en la adaptación cinematográfica de la popular novela "Imarat Yaqubian" (The Yacoubian Building) de Ala al-Aswani con un papel protagonista. La polémica cinta fue un éxito en las taquillas. Otra polémica película en la que participó fue Hassan & Morcos (2008).
Desde 2000 es embajador de las Naciones Unidas.